# Боско Маренго
Боско Маренго (на италиански: Bosco Marengo) е малък град и община в провинция Алесандрия на Северна Италия, регион Пиемонт. При преброяването от 2005 г. има 2521 жители.